# Жумадылов, Советбек
Советбе́к Жумады́лов (кирг. Советбек Жумадылов; 5 декабря 1932, Тепке, Ак-Суйский район, Иссык-Кульская область, Кыргызстан — 24 марта 2001) — советский киргизский актёр театра и кино. Народный артист Киргизской ССР (1977).

## Биография
Поступил в Государственный институт театрального искусства имени А. Н. Островского в Ташкенте, который окончил в 1953 году.
С 1953 года — в труппе Киргизского драматического театра.

## Театр
- «Эзоп» — Эзоп
- «Женитьба» — Подколесин

## Избранная фильмография

### Актёр
- 1955 — Салтанат — эпизод
- 1959 — Токтогул — Сарыуста
- 1964 — Трудная переправа — родственник
- 1964 — Джура — Шараф
- 1966 — Небо нашего детства — Алым
- 1968 — Выстрел на перевале Караш — мирза Жарасбай
- 1969 — Это не беда — старый охотник Чоро
- 1971 — Алые маки Иссык-Куля — Байзак
- 1971 — Поклонись огню — Мойдунов
- 1972 — У старой мельницы — Момой, директор школы
- 1972 — Улица — Ормотой
- 1972 — Солдатёнок — эпизод
- 1973 — Водопад — Супотаев
- 1976 — Зеница ока — Сарымсак
- 1977 — Улан — Сагын
- 1978 — Каныбек — Айдарбек
- 1978 — В ночь лунного затмения — странник
- 1979 — Ранние журавли — Нуркерим
- 1981 — Мужчины без женщин — начальник
- 1981 — Провинциальный роман — Темир
- 1983 — Дом под луной — Исахмет
- 1984 — Песнь о любви — Абдилхан
- 1987 — Дилетант — директор школы-интерната
- 1989 — Маньчжурский вариант — полковник Омори
- 1989 — Плач волчицы — Бостон

## Награды
- 1977 — Народный артист Киргизской ССР
- 5 августа 1991 — Орден Трудового Красного Знамени[1]
- 4 февраля 1997 — Медаль «Данк»[2]